# Università di Swansea
L'Università di Swansea (in inglese: Swansea University; in gallese: Prifysgol Abertawe) ha sede a Swansea, in Galles, nel Regno Unito. Fu istituita col nome di University College di Swansea nel 1920, come quarta istituzione dell'Università del Galles. 
Nel 1996, cambiò nome diventando Università del Galles Swansea ed apportando dei cambiamenti strutturali all'interno dell'Università del Galles. Il nome attuale, Università di Swansea, fu adottato formalmente il 1º settembre 2007 quando i primi membri dell'Università del Galles divennero delle università indipendenti e l'Università del Galles divenne un'istituzione confederale autonoma.
L'Università di Swansea è la terza più grande università del Galles per numero d'iscritti. Il campus universitario si trova sulla costa nord della baia di Swansea, ad est del penisola di Gower, è situato all'interno del Singleton Park, ad un passo dal centro della città di Swansea. Nel 2005, all'Università di Swansea fu concesso il potere di rilasciare titoli di studio riconosciuti in previsione di possibili cambiamenti all'interno della University of Wales.
Ogni anno le università di Swansea e di Cardiff competono nel varsity match (una competizione sportiva tra università rivali), conosciuta come la versione gallese dell'Oxbridge (famosa competizione tra le università di Oxford a Cambridge), che comprende il Welsh Varsity (rugby) e il Welsh Boat Race (gara di canoa).

## Organizzazione e gestione
Nel 1920 Swansea ricevette lo statuto chiamato royal charter grazie al quale, come molte università, viene gestita dal regolamento stabilito dal proprio statuto. L'assemblea direttiva della Swansea University è costituita dal Consiglio, che, a sua volta, è sostenuto dal Senato accademico e dalla Corte.
- Il Consiglio è costituito da 29 membri tra cui il Rettore, il Pro-rettore, Vice-rettore, il Tesoriere, il Pro-vice-rettore, i rappresentanti degli studenti e del personale universitario, i rappresentanti del Comune e una maggioranza di membri laici. Il Consiglio è responsabile di tutte le attività accademiche e possiede una struttura adatta ad assolvere i propri doveri e poteri.
- Il Senato è costituito da 200 membri, la cui maggioranza è composta da accademici, ma nella quale sono inclusi anche i rappresentanti della Students' Union e dell'Athletic Union. Il senato è presieduto dal Vice-rettore, che rappresenta il capo accademico e amministrativo dell'università. Il Senato è la principale istituzione accademica ed è responsabile dell'insegnamento e della ricerca.
- La Corte è costituita da più di 300 membri, che rappresentano gli stakeholders dell'università e che comprendono istituzioni sia locali che nazionali. La corte si riunisce annualmente per discutere il rapporto annuale dell'università e i resoconti finanziari, così come le problematiche attuali dell'istruzione universitaria.

### Struttura accademica

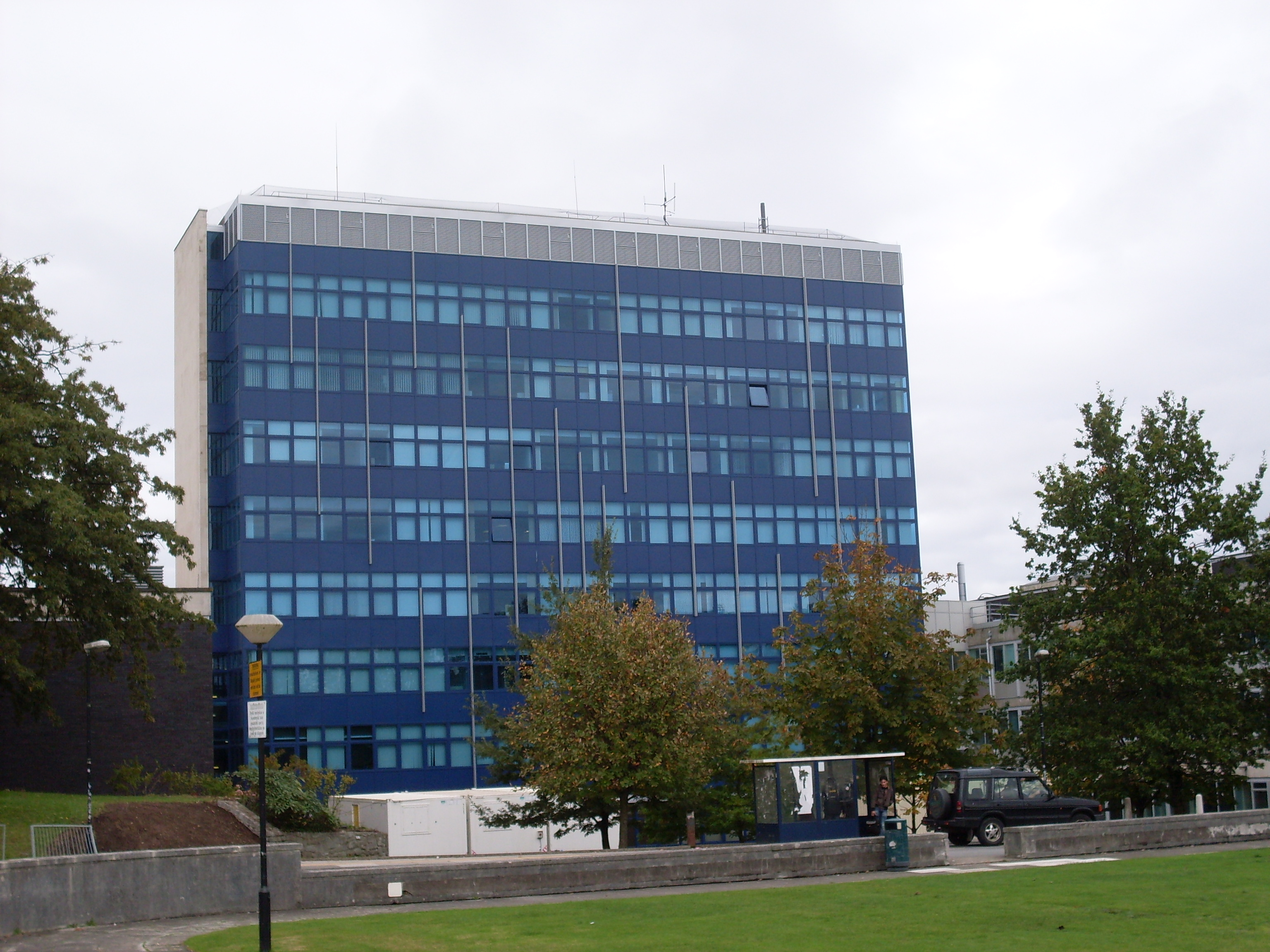
Faraday Tower, sede della Facoltà di Ingegneria e Fisica.

I dipartimenti della Swansea University sono raggruppati all'interno di otto diverse facoltà:
- Il  College of Arts and Humanities (Facoltà delle Scienze Umanistiche e delle Arti) comprende: Lingua e Letteratura Americana, Egittologia e Storia antica, Linguistica applicata, Lettere, Gallese, Inglese, Francese, Tedesco, Storia, Italiano, Studi Medievali, Media e Comunicazione, Scienze Politiche e delle Relazioni internazionali, Filosofia (PPE), Politica ed Economia, Lingua e Letteratura Spagnola, Traduzione, Guerra e Società.
- La  School of Business and Economics (Facoltà di Economia e Business) comprende: dipartimenti di Business ed Economia.
- La  School of Environment and Society (Facoltà di Scienze Ambientali e Sociali) comprende: Scienze Biologiche, Geografia, Centro degli Studi sullo Sviluppo, Sociologia e Antropologia.
- La  School of Human and Health Science (Facoltà di Scienze Umane e della Salute) comprende: Studi dell'adulto, Biomedicina, Studi sulla salute del bambino, Studi clinici, Pronto soccorso, Apprendimento online sulla salute, Scienze politiche ed economiche della Salute, Ostetricia e Studi di genere, Scienze della Salute mentale, Filosofia e Diritto dell'Assistenza sanitaria, Assistenza sanitaria, Assistenza pubblica e dell'anziano, Psicologia, Scienze Sociali Applicate, Scienze dell'Infanzia, Scienze Motorie.
- Il  College of Engineering (Facoltà di Ingegneria) comprende: Ingegneria Aerospaziale, Ingegneria Chimica e Biologica, Ingegneria Civile, Ingegneria Elettrica ed Elettronica, Ingegneria dell'Informazione, Ingegneria delle Telecomunicazioni e Ingegneria Informatica, Ingegneria dei Materiali, Ingegneria Meccanica, Ingegneria Medica, Ingegneria delle Nanotecnologie, Product Design.
- La School of Medicine(Facoltà di Medicina) comprende: Graduate Entry Medicine, Centro per l'Informazione Sanitaria, Ricerca e Valutazione, Istituto delle Scienze biomediche, Ricerca biomedica, Biochimica e Genetica.
- La School of Law(Facoltà di Giurisprudenza) comprende: Diritto Marittimo Internazionale, Diritto Commerciale, Diritto e Business, Corso di Pratiche Legali, Diploma di Laurea in Diritto, IISTL, CEELP, Laurea triennale in Diritto.
- La School of Physical Sciences (Facoltà di Scienze Fisiche) comprende: Informatica, Matematica e Fisica.

## Ricerca
La Swansea University porta avanti un intenso lavoro di ricerca con i suoi 52 Centri di Ricerca. Quasi il 50% delle ricerche effettuate alla Swansea University sono state considerate di livello mondiale (world-leading) o internazionale (internationally excellent) ottenendo, quindi, le votazioni più alte.
In Galles, su 31 aree di ricerca presentate al RAE, la Swansea University è stata la migliore in 17 ed è risultata prima o seconda in 24 di tali aree.
| Aree di ricerca nelle quali la Swansea University è la prima in Galles |
| ---------------------------------------------------------------------- |
| Professioni e Studi affini alla Salute (Biomedicina)                   |
| Studi d'America e delle aree Anglofone                                 |
| Ingegneria Civile                                                      |
| Lettere, Storia Antica, Studi Bizantini e di Greco Moderno             |
| Informatica                                                            |
| Scienze dello Sviluppo                                                 |
| Economia e Econometria                                                 |
| Francese                                                               |
| Ricerca sui Servizi Sanitari                                           |
| Tedesco, Olandese e Lingue Scandinave                                  |
| Ingegneria Generale, del Minerale e delle Miniere                      |
| Storia                                                                 |
| Italiano                                                               |
| Lingue Latino-americane ed Iberiche                                    |
| Metallurgia e Materiali                                                |
| Fisica                                                                 |
| Matematica Pura                                                        |
| Lavoro Sociale, Amministrazione e Politica Sociale                     |

Recenti punti di interesse per la ricerca includono il record di velocità terrestre Bloodhound SSC nel campo del design aerodinamico e della fluidodinamica computazionale. L'università è stata anche un elemento chiave nel vincere il record di velocità terrestre Thrust SSC.
L'università possiede una convenzione con la CERN (Organizzazione Europea per la Ricerca Nucleare). Nella CERN, il personale universitario ha fatto parte del primo team a creare l'anti-idrogeno e successivamente ad intrappolarlo. L'attuale leader del progetto Large Hadron Collider è l'ex studente Dr Lyn Evans.

## Campus
La maggior parte delle strutture universitarie si trovano al Singleton Campus, situato all'interno del Singleton Park, limitrofo alla Swansea Bay. Il campus include inoltre l'attiguo Sports Village e, a circa 4 km, lo Student Village chiamato Hendrefoelan.

### Biblioteca
La biblioteca e centro informazioni (Library & Information Centre, LIS) della Swansea University offre il servizio di biblioteca, IT e il supporto nel campo del lavoro. La biblioteca principale situata nel campus possiede oltre 800.000 libri e riviste, insieme ad un'ampia gamma di risorse informatiche che includono più di 23.000 riviste in formato elettronico. Vi sono oltre 1.000 aree studio, delle quali circa la metà è munita di computer collegati in rete. Nel 2006 la LIS è stata premiata con il Charter Mark (eccellenza al servizio clienti).
La LIS inoltre vanta grandi archivi, basati sulla South Wales Coalfield Collection, vari documenti di scrittori gallesi in lingua inglese e la collezione di Richard Burton, recentemente donata dalla moglie dell'attore, Sally. Ci si aspetta che la collezione diventi il fulcro di una fonte d'istruzione dedicata alla vita e al lavoro dell'attore.
Recenti progressi includono un allungamento delle ore di apertura, l'apertura di una caffetteria Costa nell'area adibita allo studio di gruppo e il trasferimento del magazzino della biblioteca e del centro informazione di infermeria del Morriston Hospital all'interno della LIS.

### Centro sportivo
Il centro sportivo della Swansea University si trova nei pressi del campus, nella parte occidentale della Sketty Lane. Ad ovest il centro sportivo universitario confina con i campi sportivi King Edward V. il centro sportivo viene utilizzato dall'università per i corsi in scienze motorie e anche per lo svago degli studenti. Gli impianti sportivi comprendono la piscina nazionale del Galles (Wales National Pool), una pista da corsa coperta a 6 corsie, una palestra, una palestra attrezzata, campi da tennis, campi da squash ed una parete per arrampicata. Le strutture all'aperto comprendono una pista da corsa ad 8-corsie e dei campi da gioco illuminati a giorno tra cui campi da rugby, calcio, lacrosse e cricket.

### Xtreme Radio 1431AM
Xtreme Radio è la stazione radio dell'università, gestita da studenti. Fu fondata nel novembre 1968 col nome di Action Radio, rendendola la terza più antica stazione radio studentesca degli UK e la più antica del Galles. Trasmette in varie parti del campus e nella stessa Swansea sulle frequenze 1431AM e in tutto il mondo tramite internet. La radio manda in onda una grande varietà di generi musicali ed anche un gran numero di talk show e programmi sportivi.

### Museo dell'Antichità Egiziana (Centro Egizio)
Collocato all'interno del Taliesin, il Centro Egizio è un museo aperto al pubblico sulle antiche civiltà dell'Egitto. Vi è una collezione di oltre 4000 oggetti. Molti dei quali sono stati raccolti dal farmacista Sir Henry Wellcome. Altri provengono dal British Museum, dal Royal Edinburgh Museum, dai National Museums e Galleries of Wales Cardiff; dal Royal Albert Museum and Art Gallery ed anche da donatori privati.
Il personale del Centro Egizio offre regolarmente discorsi e conferenze a organi esterni e gruppi che fanno parte di musei universitari, che si occupano di integrazione sociale e volontariato. Molte scolaresche visitano il museo prendendo parte ad uno stimolante programma interattivo.

### Alloggi
La Swansea University offre agli studenti circa 3400 posti letto presso le residenze universitarie e si ripropone di dare la possibilità di alloggiare nel campus a più del 98% dei nuovi studenti iscritti ai corsi di laure di primo livello che ne fanno richiesta. L'alloggio è inoltre disponibile per tutti gli studenti internazionali iscritti ai corsi di laurea di secondo livello.
La Swansea University possiede degli alloggi all'interno e fuori dal campus, oltre allo Student Village costruito appositamente per ospitare gli studenti. Alcuni nuovi residence sono stati completati nel 2004 e nel 2008. 
Anche in città, nelle zone di Uplands e Brynmill, vi sono delle proprietà private gestite dall'università.

#### Student Village Hendrefoelan
Lo Student Village Hendrefoelan è la zona residenziale più grande dell'università, dove 1644 studenti alloggiano in appartamenti provvisti di cucina. L'Hendrefoelan si trova a 4 km dal campus, sulla strada che collega Swansea con il Gower, immerso in un bosco maturo e provvisto di prati aperti. All'interno del villaggio, inoltre, vi sono un mini-supermarket, una lavanderia, un bar e un ristorante. Il villaggio è vicino alla zona commerciale di Killay, ma gli autobus offrono un ottimo collegamento dello Student Village anche con l'università, il centro della città, lo stadio di Swansea e diversi ospedali della città.

#### Residenze del campus
Al campus universitario vi sono nove residenze che accolgono 1226 studenti. Esse offrono sia alloggi con cucina che alloggi senza angolo cottura, stanze con bagno in camera e stanze con bagno in comune. Tre residenze (Caswell, Langland e Oxwich) sono state completate nel 2004 e le residenze originarie (Kilvey, Preseli, Rhossili e Cefn Bryn, in precedenza chiamate rispettivamente Sibly, Lewis Jones, Mary Williams Annexe e Mary Williams) negli ultimi anni sono state rinnovate. Penmaen e Horton sono state aggiunte di recente disponendo di 351 stanze con bagno in camera e con cucina comune. Molte stanze godono di una magnifica vista della baia o del parco circostante.

#### Tŷ Beck / Beck House
Sei spaziose case in stile vittoriano situate nella zona di Uplands, a circa un kilometro e mezzo dal campus, sono riservate prevalentemente a studenti iscritti a corsi di laurea di secondo livello, a studenti con famiglia e a studenti di scambio.

## Innovazioni

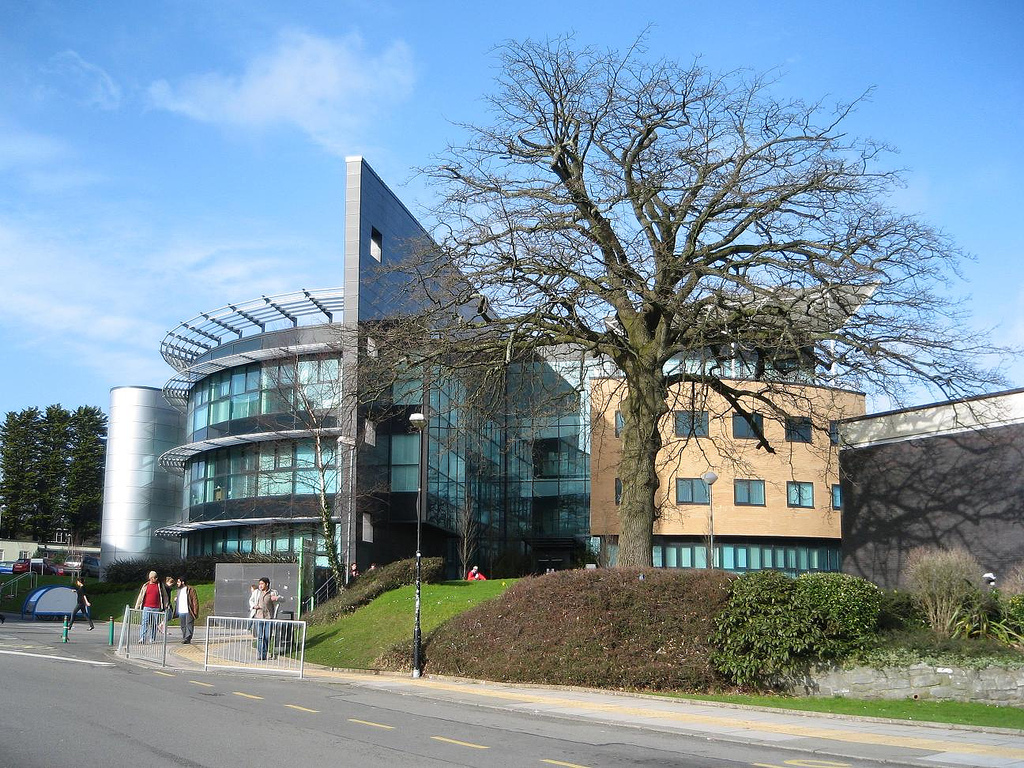
La Digital Technium, la più avanzata Virtual Reality cave del Regno Unito.

Negli ultimi anni l'università è stata rinnovata, espandendo gli ambiti culturali più comuni come Storia, Inglese, Geografia ed Informatica, e chiudendo il Dipartimento di Sociologia e Antropologia, e il Dipartimento di Filosofia. Il Dipartimento di Chimica non offre più corsi di laurea di primo livello, nonostante continui il lavoro di ricerca e l'insegnamento di secondo livello. È stato inoltre proposto di fare dei tagli del 50% al Dipartimento di Lingue e Letterature Straniere Moderne, il che ha portato a varie proteste. I nuovi corsi di laurea comprendono Ingegneria aerospaziale e il gemellaggio con la Cardiff University per il corso di laurea quadriennale in Medicina (MB BCh) avviato nel 2004 con sede a Swansea. Dal 2007, tale corso di laurea è gestito solo dalla Swansea University.
All'inizio del 2006 la sezione Western Britain della Conferenza Internazionale sugli Studi del Pensiero Politico (CSPT), dall'Università di Exeter, è stata trasferita presso il Dipartimento di Scienze politiche e delle Relazioni Internazionali.
Nel luglio 2007 fu inaugurato l'Istituto di Bioscienze (ILS) come settore di ricerca della Facoltà di Medicina dell'università. L'ILS svolge il suo lavoro di ricerca in un edificio di sei piani munito di laboratori, camere di incubazione professionali e un supercomputer IBM Blue-C Il supercomputer viene utilizzato per progetti quali: analisi ad alta intensità numerica di genomi virali, modellazione epidemiologica su elaboratore, grandi database clinici e suscettibilità alla genetica delle malattie. Nel luglio 2009, la Swansea University, il Welsh Assembly Government, l'Unione Europea e il Abertawe Bro Morgannwg University Health Board annunciarono un investimento di 30 milioni di sterline per l'allargamento dell'ILS, ed il completamento dei lavori è preventivato per l'estate 2011.
Nel novembre 2007, l'università annunciò una collaborazione con il Navitas per la fondazione di un istituto internazionale: l'International College Wales Swansea, per fornirne l'istituzione, l'avvio del primo anno di laurea e di programmi di Pre-Master all'interno del campus. La prima assunzione avvenne nel settembre 2008.

### Boots Centre per l'Innovazione

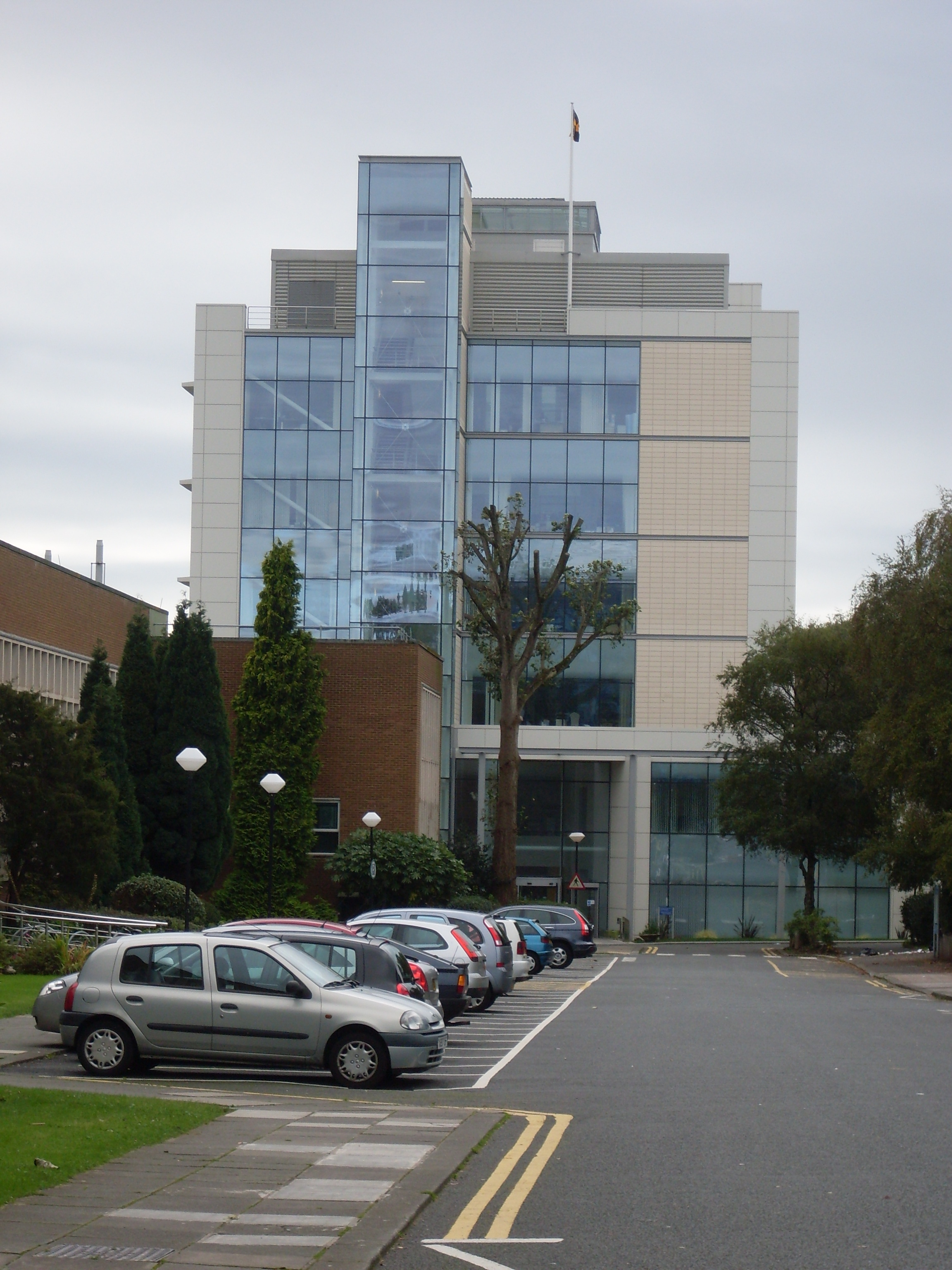
L’edificio dell’ILS ospita anche il Boots Centre per l’Innovazione e il Supercomputer IBM Blue-C.

Il Boots Centre per l'Innovazione fu creato nell'aprile 2007 come collaborazione no-profit tra Boots the Chemist, Longbow Capital, la Swansea University e il Welsh Assembly Government. Il centro fu creato per lavorare a stretto contatto con compagnie nuove o investitori in proprio con lo scopo di sviluppare tecnologie e prodotti innovativi all'interno dei settori della salute e della bellezza ed infine per lanciare nuovi prodotti per il consumatore da vendere nei negozi Boots.

### Espansione del Campus
Presentando del materiale in forma scritta al Comitato sull'Istruzione e l'Impresa dell'Assemblea Nazionale del Galles nel gennaio 2008, l'università affermò di essere “ad uno stadio avanzato del dibattito” sulla creazione di un “Innovation Campus” in una seconda area. Il nuovo campus potrebbe ospitare Ingegneria, Informatica, Telecomunicazioni, Legge ed Economia e delle strutture per la ricerca a disposizione di piccole e grandi imprese. Una proposta riguarda lo sviluppo di un'area di 100 acri nelle vicinanze della Fabian Way a Crymlyn Burrows.